# Dama Dagenda
Les Dama Dagenda sont, dans le folklore de Nouvelle-Guinée, des lutins qui égarent les hommes dans la brousse en imitant les cris d'animaux.